# Rye (ville, New York)
Pour les articles homonymes, voir Rye.
Rye est une ville (town) du comté de Westchester, dans l'État de New York, aux États-Unis,. En 2010, elle compte une population de 45 928 habitants.

## Démographie
Lors du recensement de 2010, la ville comptait une population de 45 928 habitants, tandis qu'en 2016, elle est estimée à 46 881 habitants.